# Морознюк Олександр Володимирович
Олександр Володимирович Морознюк (нар. 18 жовтня 1980, м. Іллінці, Вінницька область, УРСР, СРСР — пом. 2 березня (орієнтовно) 2022, Новоселівка, Запорізька область , Україна) — старший солдат розвідувального взводу 9 ОМПБ Збройних сил України, відзначився у ході російського вторгнення в Україну.

## Життєпис
Масажист.
2015 року був мобілізований на захист України, а 2018 року прийнятий на військову службу за контрактом.
Загинув в перші дні березня у бою під Новоселівкою, що на Запоріжжі. Олександр Морознюк дістав поранення в ногу. Його побратим Олександр Пашевко кинувся його витягувати і був зрешечений кулями. Пораненого Морознюка товариші затягли до мікроавтобуса і рвонули на прорив, але під час виходу потрапили під обстріл ворожої БМП.
Залишилася мати та син.

## Нагороди
- орден «За мужність» III ступеня (2022, посмертно) — за особисту мужність і самовіддані дії, виявлені у захисті державного суверенітету та територіальної цілісності України, вірність військовій присязі.